# Leonor de Aragão, Condessa de Caltabellotta
Leonor de Aragão, também conhecida como Leonor da Sicília (em italiano:  Eleonora; 1346 – 1405) foi uma infanta de Aragão por nascimento, e condessa de Caltabellotta pelo seu casamento com Guilherme Peralta.

## Família
Leonor foi a primeira filha e segunda criança nascida do infante João II de Aragão, Marquês de Randazzo e de Cesarina ou Cesareia Lancia.
Os seus avós paternos eram Frederico II da Sicília e Leonor de Anjou. Os seus avós maternos eram Pedro Lancia, senhor de Delia e conde de Caltanissetta, e sua esposa de sobrenome Alágon.
Ela teve um irmão mais velho, Frederico, sucessor do pai como duque de Atenas e Neopatria, que morreu de peste bubônica, e uma irmã mais nova, Constança, que foi considerada uma noiva em potencial para João de Enghien, duque titular de Atenas, para resolver as reivindicações rivais da Casa de Aragão e dos herdeiros de Gautiério de Brienne.

## Biografia
Leonor se casou com Guilherme Peralta, na igreja do Castelo de Pietrarossa, em Caltanisssetta, na Sicília. O conde era filho de Guilherme Raimundo Peralta e de Luísa de Sclafani. 
Ela foi uma das mulheres mais poderosas da ilha da Sicília por ser dona de um grande número de feudos, como Adragna, Calatafimi, Calatamauro, Caltanissetta, Comicchio, Contessa, Giuliana e Sambuca.
Após a morte da rainha Maria da Sicília, em 1401, ela foi sucedida por seu marido Martim I; a situação não era clara, pois Leonor, prima de Maria, tinha maiores direitos ao trono do que ele.
A condessa morreu em 1405, com cerca de 59 anos. Em seu testamento nomeou seu sobrinho natural favorito, Raimundeto Peralta, como herdeiro universal. Porém, essa escolha não foi apreciada pelos demais familiares.
Leonor foi sepultada na Abadia de Santa Maria del Bosco em Calatamauro, onde, anos após sua morte, Francesco Laurana esculpiu um famoso busto para seu monumento funerário, hoje exposto na Galeria Regional do Palácio Abatellis, em Palermo.

## Descendência
- Nicolau Peralta (m. 1399), sucessor do pai. Foi marido de Isabel Chiaramonte, com quem teve três filhas. Também teve um filho ilegítimo, Raimundelo, a quem legou o baronato de San Giacomo.